# Boboye (département)
Le département de Birni N'Gaouré, plus connu sous le nom de Boboye, est un département du sud-ouest du Niger situé dans la région de Dosso.

## Géographie

### Administration
Boboye est un département de 4 794 km² de la région de Dosso.

Son chef-lieu est Birni N'Gaouré.
Son territoire se décompose en:
- Communes urbaines : Birni N'Gaouré.
- Communes rurales : Fabidji, Fakara Harikanassou, Kankandi, Kiota, Koygolo, N’Gonga.

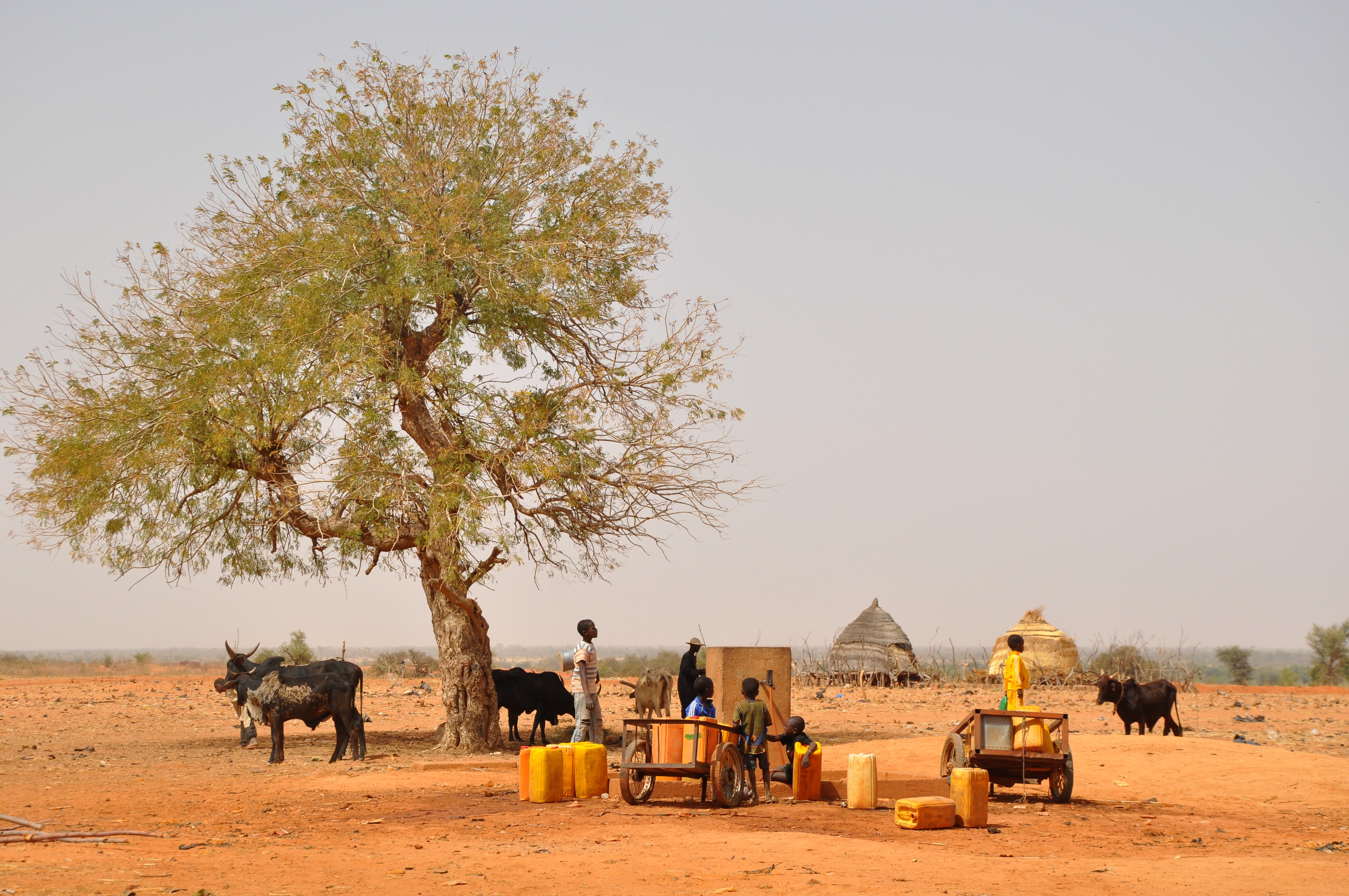
Garçons remplissant des jerrycans à un point d'eau à Margou, un village du sud-ouest du Niger

| Code INS | Commune        | Superficie (km²) | Population (2012) | Localités |
| -------- | -------------- | ---------------- | ----------------- | --------- |
| 30101    | Birni N'Gaouré | 516,4            | 52 566            | 115       |
| 30102    | Fabidji        | 703,3            | 39 713            | 100       |
| 30103    | Fakara         | 568,6            | 19 077            | 42        |
| 30104    | Harikanassou   | 184,7            | 23 567            | 61        |
| 30105    | Kankandi       | 216,6            | 16 565            | 69        |
| 30106    | Kiota          | 177,7            | 25 282            | 57        |
| 30107    | Koygolo        | 444,9            | 48 218            | 100       |
| 30108    | N'Gonga        | 243,7            | 27 609            | 85        |

### Situation
Le département de Boboye est entouré par :
- au nord : la région de Tillabéri (département de Filingué),
- à l'est : les départements de Loga et Dosso,
- au sud : le Bénin,
- à l'ouest : la région de Tillabéri (départements de Kollo et Say).

### Relief et environnement
Le département s'étend dans la vallée d'un cours d'eau fossile, le Dallol Bosso.

## Population
La population est estimée à 372 904 habitants en 2011.